# Santo vs. el estrangulador
Série
Santo en el museo de cera
(1963) Santo contra el espectro
(1966)
Pour plus de détails, voir Fiche technique et Distribution.
Santo vs. el estrangulador (trad. litt. : « Santo contre l'étrangleur ») est un film mexicain de René Cardona, tourné en 1963 et sorti en 1965. C'est le neuvième film d'El Santo, el enmascarado de plata et le premier réalisé par Cardona. 

## Fiche technique
- Titre original : Santo vs. el estrangulador
- Titre(s) espagnol alternatif(s) :  Santo contra El Estrangulador
- Titre anglais ou international : Santo Against the Strangler
- Titre(s) anglais alternatif(s) : Santo vs. the Strangler
- Réalisation : René Cardona
- Scénario : René Cardona, Rafael García Travesi
- Photographie : Alfredo Uribe
- Son : Consuelo J. de Rendón
- Montage : José Juan Munguía
- Musique : Enrico C. Cabiati
- Production : Alberto López
- Société(s) de production : Cinematográfica Norte
- Pays d’origine :  Mexique
- Langue originale : espagnol
- Format : noir et blanc — 35 mm — 1.37,1 — son Mono
- Genre : horreur
- Durée : 90 minutes
- Dates de sortie :
  - Mexique : 18 novembre 1965

## Distribution
- El Santo : Santo
- María Duval : Laura
- Roberto Cañedo : le grand Goudini
- Ofelia Montesco : Lilian
- Carlos López Moctezuma : Inspecteur Villegas
- Begoña Palacios : Irene
- Alberto Vázquez : Javier
- Eric del Castillo : Jerry Marcos
- Emma Arvizu : Claudia
- Julián de Meriche : Julian Fiorelli
- Milton Ray : Ray
- Mayte Carol : Odette
- Gloria Chávez
- Julio Ahuet : Agent de police
- Manuel Dondé : policier infiltré
- José Cora
- Guillermo Bravo Sosa
- Salvador Terroba : Agent de police
- Edith Barr : chanteuse